# Droga krajowa B10 (Austria)
Droga krajowa B10, znana także jako Budapester Straße (do końca marca 1948 roku Brucker Straße) – droga krajowa w północno-wschodniej Austrii. Jedno-jezdniowa arteria łączy przedmieścia Wiednia z miejscowością Nickelsdorf przy granicy z Węgrami. Trasa prowadzi równolegle do autostrady A4 i stanowi dla niej bezpłatną alternatywę. Droga B10 była dawniej główną trasą łączącą Wiedeń z Budapesztem.
Do 1983 roku stanowiła część trasy europejskiej E5.